# Kijev (letalonosilka)
Kijev (rusko Киев) je bila letalonosilka/letalonosilna križarka razreda Krečjet Sovjetske vojne mornarice.
Njen gredelj je bil položen 21. julija 1970, splavljena je bila 26. decembra 1972, v uporabo pa je bila dana 28. decembra 1975. Postala je del Severne flote.
Letalonosilke razreda Krečjet so bile prve sovjetske letalonosilke za zrakoplove s fiksnimi krili, sicer pa so bili na njej tudi rotorski zrakoplovi – helikopterji. Poleg tega so bile oborožene tudi s protiladijskimi raketami, protiletalskimi raketami in torpedi.
Konec 60. let 20. stoletja je po prizadevanjih maršala Dmitrija Fjodoroviča Ustinova Sovjetska zveza začela s konstrukcijo nove protipodmorniške ladje z letalsko oborožitvijo. Posledično je bila 2. septembra 1968 sprejeta vladna uredba 685-251 o prekinitvi gradnje nosilk helikopterjev razreda Kondor in začetku gradnje protipodmorniške križarke projekta 1143 Krečjet z letalsko oborožitvijo. Nevski projektno-konstruktorski biro je razvil več konstrukcijskih različic ladje, od katerih je bil projekt, ki je bil najbolj kompatibilen s projektom Kondor, sprejet 30. aprila 1970.